# Petra Priemer
Petra Priemer (n. 6 februarie 1961, Leipzig, RDG) este o înotătoare ce a reprezentat Germania, medaliată olimpică. A participat la o ediție a Jocurilor Olimpice (1976) în care a câștigat două medalii de argint.